# Glossogobius
Glossogobius (Gr.: „glossa“ = Zunge + Gobius = Grundel) ist eine Fischgattung aus der Familie der Grundeln und mit mehr als 30 Arten eine der artenreichsten Grundelgattungen. Die Arten dieser Gattung leben in Süßgewässern, im Brackwasser, und mit einer Art (Glossogobius circumspectus) auch im Salzwasser von Mangrovenbeständen. Das Verbreitungsgebiet reicht von Südafrika über Ostafrika, Südasien, Südostasien, Ostasien bis zur Amurregion im fernen Osten von Russland und südlich bis nach Australien. Glossogobius-Arten kommen auch auf zahlreichen ozeanischen Inseln vor, z. B. auf Madagaskar, Mauritius, Réunion und auf den Seychellen im Indischen Ozean, sowie auf Neuguinea, auf den Salomoninseln, auf Palau, den Karolinen und anderen mikronesischen Inseln, auf Fidschi, Neukaledonien und Vanuatu.

## Merkmale
Es sind langgestreckte Fische mit abgeflachten Köpfen, die eine Länge von 4,5 bis 80 cm erreichen. Glossogobius-Arten besitzen 27 bis 30 Wirbel. Das Maul ist groß, seine Länge kann bis 10 bis 15 % der Standardlänge erreichen. Die Zunge ist zweispitzig. Charakteristisch für die Gattung sind 6 längs angeordnete Reihen von Papillen des sensorischen Systems auf den „Wangen“ und Kiemenöffnungen die bis zum unteren Hinterrand der Praeoperculare reichen.

## Lebensweise
Glossogobius-Arten sind vor allem bodenbewohnende, räuberisch lebende Fische. Die meisten Arten sind als erwachsene Tiere auf Süßwasserbiotope beschränkt. Die Ausbreitung der Fischlarven im Meer scheint aber in der Gattung häufig vorzukommen und erklärt ihre weite Verbreitung. Auf einigen großen Inseln und Archipelen, z. B. auf Madagaskar, auf Neuguinea, auf den Philippinen und im Gebiet des Malili-Seen-Systems (Matanosee, Mahalonasee und Towutissee) auf Sulawesi spalteten sich endemische, reine Süßwasserformen im Zug einer adaptiven Radiation in weitere Arten auf. Die Glossogobius-Arten in den Malili-Seen sind eher freischwimmend und besitzen eine große Schwimmblase.

## Arten

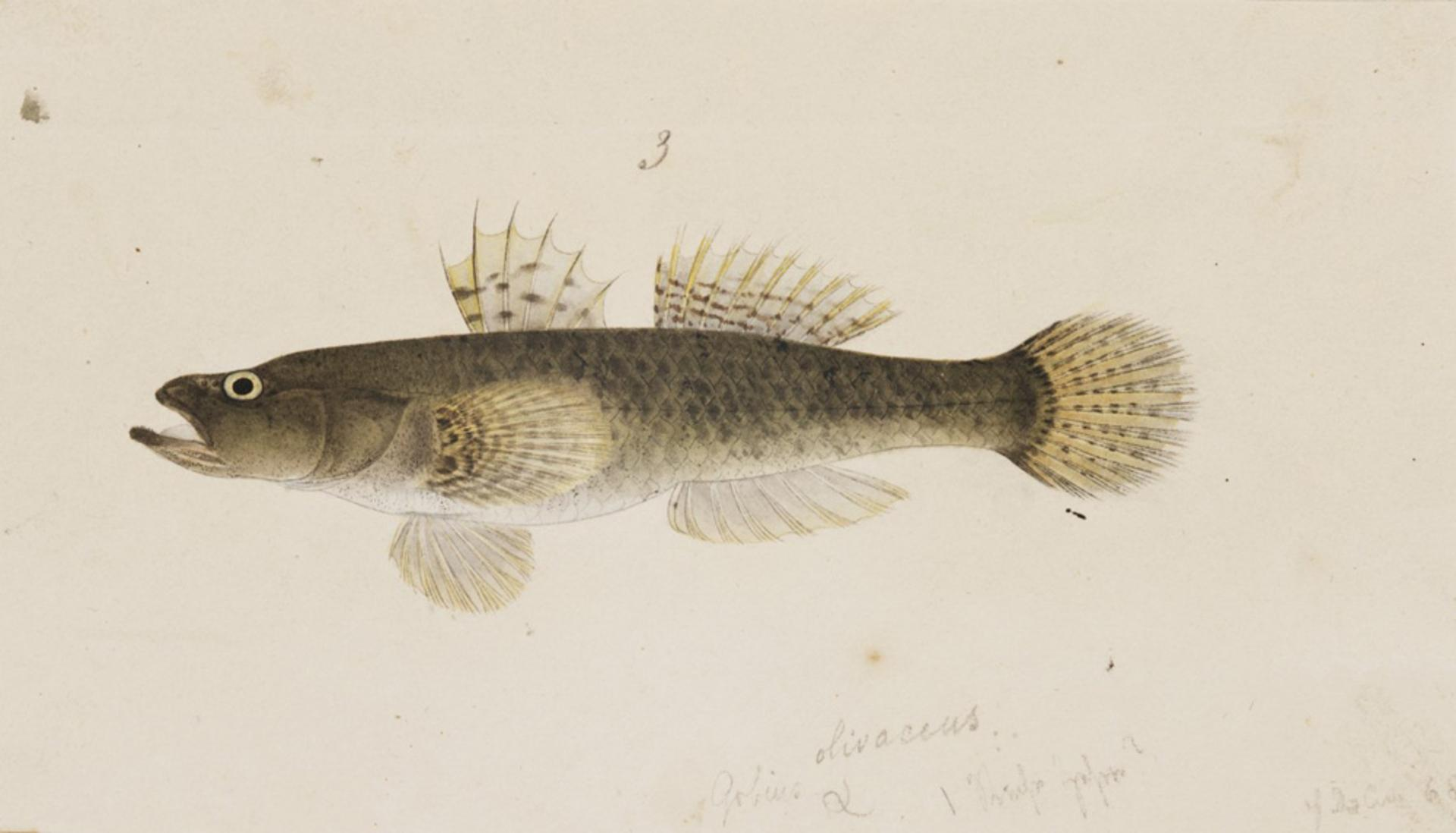
Glossogobius olivaceus

Die Gattung zählt gegenwärtig (Mitte 2015) über 30 beschriebene Arten, aber man vermutet, dass es noch etwa 20 weitere, bisher unbeschriebene Arten gibt.
- Glossogobius ankaranensis Banister, 1994
- Glossogobius asaro Whitley, 1959
- Glossogobius aureus Akihito & Meguro, 1975
- Glossogobius bellendenensis Hoese & Allen, 2009
- Glossogobius bicirrhosus Weber, 1894
- Glossogobius brunnoides Nichols, 1951
- Glossogobius bulmeri Whitley, 1959
- Glossogobius callidus Smith, 1937
- Glossogobius celebius Valenciennes, 1837
- Glossogobius circumspectus Macleay, 1883
- Glossogobius clitellus Hoese & Allen, 2012
- Glossogobius coatesi Hoese & Allen, 1990
- Glossogobius concavifrons Ramsay & Ogilby, 1886
- Glossogobius flavipinnis Aurich, 1938
- Glossogobius giuris Hamilton, 1822
- Glossogobius hoesei Allen & Boeseman, 1982
- Glossogobius illimis Hoese & Allen, 2012
- Glossogobius intermedius Aurich, 1938
- Glossogobius kokius Valenciennes, 1837
- Glossogobius koragensis Herre,  1935
- Glossogobius macrocephalus Hoese & Allen, 2015
- Glossogobius mahalonensis Hoese, Hadiaty & Herder, 2015
- Glossogobius matanensis Weber, 1913
- Glossogobius minutus Geevarghese & John, 1983
- Glossogobius multipapillus Hoese & Allen, 2015
- Glossogobius munroi Hoese & Allen, 2012
- Glossogobius muscorum Hoese & Allen, 2009
- Glossogobius obscuripinnis Peters, 1868
- Glossogobius olivaceus Temminck & Schlegel, 1845
- Glossogobius robertsi Hoese & Allen, 2009
- Glossogobius sentaniensis Hoese & Allen, 2015
- Glossogobius sparsipapillus Akihito & Meguro, 1976
- Glossogobius torrentis Hoese & Allen, 1990